# 闽西工农银行旧址
闽西工农银行旧址，位于中国福建省龙岩市新罗区城区下井巷。1930年9月，闽西苏维埃政府为打破国民党对闽西革命根据地的经济封锁，没收资本家财产，在此建立了闽西工农银行。是福建各革命根据地中最早建立的金融机构，也是中央苏区最早建立的银行之一，为调剂苏区金融、稳定苏区经济发挥过重要作用。2005年5月11日公布为第六批福建省文物保护单位。2013年3月5日公布为第七批全国重点文物保护单位。